# Dżawachecki Park Narodowy
Dżawachecki Park Narodowy (gruz. ჯავახეთის ეროვნული პარკი, trb. Dżawachetis Erownuli Parki) – park narodowy utworzony w 2011 roku, znajdujący się na obszarze gmin Ninocminda i Achalkalaki w regionie Samcche-Dżawachetia, w południowej Gruzji, przy granicy z Turcją i Armenią.
Park narodowy wraz z pięcioma pobliskimi rezerwatami przyrody wchodzi w skład Administracji Obszarów Chronionych Dżawachetii (gruz. ჯავახეთის დაცული ტერიტორიების ადმინისტრაცია, trb. Dżawachetis Daculi Teritoriebis Administracia).

## Charakterystyka

Prawie bezleśny krajobraz parku (2016)

Dżawachecki Park Narodowy zajmuje obszar o powierzchni 13 498,02 ha i położony jest na Płaskowyżu Dżawacheckim w Samcche-Dżawachetii, w południowej Gruzji, przy granicy z Turcją i Armenią. Jest to płaski i bezleśny teren z licznymi jeziorami i mokradłami, charakteryzujący się suchym, kontynentalnym klimatem. W zachodniej części parku, na granicy gruzińsko-tureckiej znajduje się jezioro Chozapini (gruz. ხოზაფინის ტბა, trb. Chozapinis Tba) stanowiące ostoję ptaków IBA organizacji BirdLife International.

### Fauna
Teren parku narodowego położony jest na ważnym szlaków migracji ptaków. Na obszarze tym występuje ok. 140 gatunków ptaków migrujących oraz lęgowych. Nad jeziorem Chozapini żyje 59 gatunków ptaków, w tym 20 gatunków ptaków wodnych, a na otaczających je bagnach – 21 gatunków, w tym 6 gatunków wodnych. Swoje lęgi odbywają tu m.in. derkacz (Crex crex) oraz pelikan kędzierzawy (Pelecanus crispus), który jest gatunkiem bliskim zagrożenia wyginięciem. Licznie występuje bocian biały (Ciconia ciconia), żuraw (Grus grus), bekas kszyk (Gallinago gallinago), bekas dubelt (G. media), szczudłak (Himantopus himantopus) i mewa armeńska (Larus armenicus) tworząca wielkie kolonie lęgowe, a także głowienka (Aythya ferina), cyranka (Spatula querquedula), kaczka krzyżówka (Anas platyrhynchos) oraz łyska (Fulica atra). Na mokradłach żyją też ptaki drapieżne, takie jak błotniak stawowy (Circus aeruginosus) i kurhannik (Buteo rufinus).

Bocian biały w parku narodowym (2018)

Ssaki reprezentowane są przez 40 gatunków, do których należy m.in. zając szarak (Lepus europaeus), wydra (Lutra lutra), borsuk (Meles meles), lis (Vulpes vulpes) oraz wilk (Canis lupus), a także chomiczek turecki (Mesocricetus brandti) i chomiczak szary (Nothocricetulus migratorius) figurujące w gruzińskiej czerwonej księdze. Endemitami kaukaskimi występującymi w parku są Nannospalax nehringi, nornik dagestański (Microtus daghestanicus), Microtus nasarovi, rzęsorek kaukaski (Neomys teres) i ryjówka kaukaska (Sorex satunini).

### Flora
Obszar parku narodowego jest w przeważającej mierze bezleśny, jedynie na granicy gruzińsko-tureckiej w rejonie jeziora Chozapini rosną fragmenty naturalnego lasu subalpejskiego, w którym występują m.in. brzozy (Betula sp.), pigwa pospolita (Cydonia oblonga) i róża rdzawa (Rosa rubiginosa). Na brzegach zbiorników wodnych występują głównie szuwary z dominującym udziałem turzycy zaostrzonej (Carex acuta). W 2004 roku na stepie w okolicach jeziora Chozapini odkryto jedyne znane w Gruzji stanowisko pięciornika krzewiastego (Dasiphora fruticosa). Innymi występującymi tu endemicznymi gatunkami roślin są m.in. wężymord Scorzonera dzhawakhetica, krwawnik Achillea sedelmeyeriana, ostróżka Delphinium thamarae, barszcz Heracleum wilhelmsii oraz kozibrody: Tragopogon makaschwilii, Tragopogon meskheticus i Tragopogon ketzkhovelii.